# کالابوزو
کالابوزو (به اسپانیایی: Calabozo) یک منطقهٔ مسکونی در ونزوئلا است که در Francisco de Miranda واقع شده‌است. کالابوزو ۱۳۸ کیلومتر مربع مساحت و ۱۳۱٬۹۸۹ نفر جمعیت دارد و ۱۰۱ متر بالاتر از سطح دریا واقع شده‌است.